# ناحیه لکشمی‌پور
ناحیه لکشمی‌پور (به لاتین: Lakshmipur District) یک ناحیه در بنگلادش است که در استان چیتاگونگ واقع شده‌است.

## خصوصیات
ناحیه لکشمی‌پور ۱٬۴۴۰٫۳۹ کیلومترمربع مساحت و ۱٬۷۲۹٬۱۸۸ نفر جمعیت دارد.